# Carl Collin (kyrkoherde)
Carl Collin, född 11 juli 1702 i Söderköping, död 7 maj 1748 i Hovs socken, var en svensk präst i Hovs församling.

## Biografi
Carl Collin föddes 11 juli 1702 i Söderköping. Han var son till prosten Constans Collin. Han blev 1722 student vid Uppsala universitet och prästvigdes 24 november 1725. Collin blev 1730 komminister i Skeda församling och 1741 kyrkoherde i Hovs församling. Han avled 7 maj 1748 i Hovs socken.
Collin gifte sig 25 januari 1733 med Anna Hargelius (1703–1736), Hon var dotter till kontraktsprosten Johannes Hargelius i Västervik. De fick tillsammans sonen Johan Constans (1733–1735)-. Collin gifte sig andra gången 5 februari 1742 med Christina Krönstrand (1703–1776). Hon var dotter till kyrkoherden J. Krönstrand i Södra Vi socken. Hon hade tidigare varit gift med kyrkoherden J. Yhman i Mogata socken. Collin och Krönstrand fick tillsammans barnen Anna Brita (född 1743), Constans (1745–1745) och Carl Constans (1748–1757).